# Begonia dentatobracteata
Begonia dentatobracteata é uma espécie de Begonia, nativa da China.